# Hellim

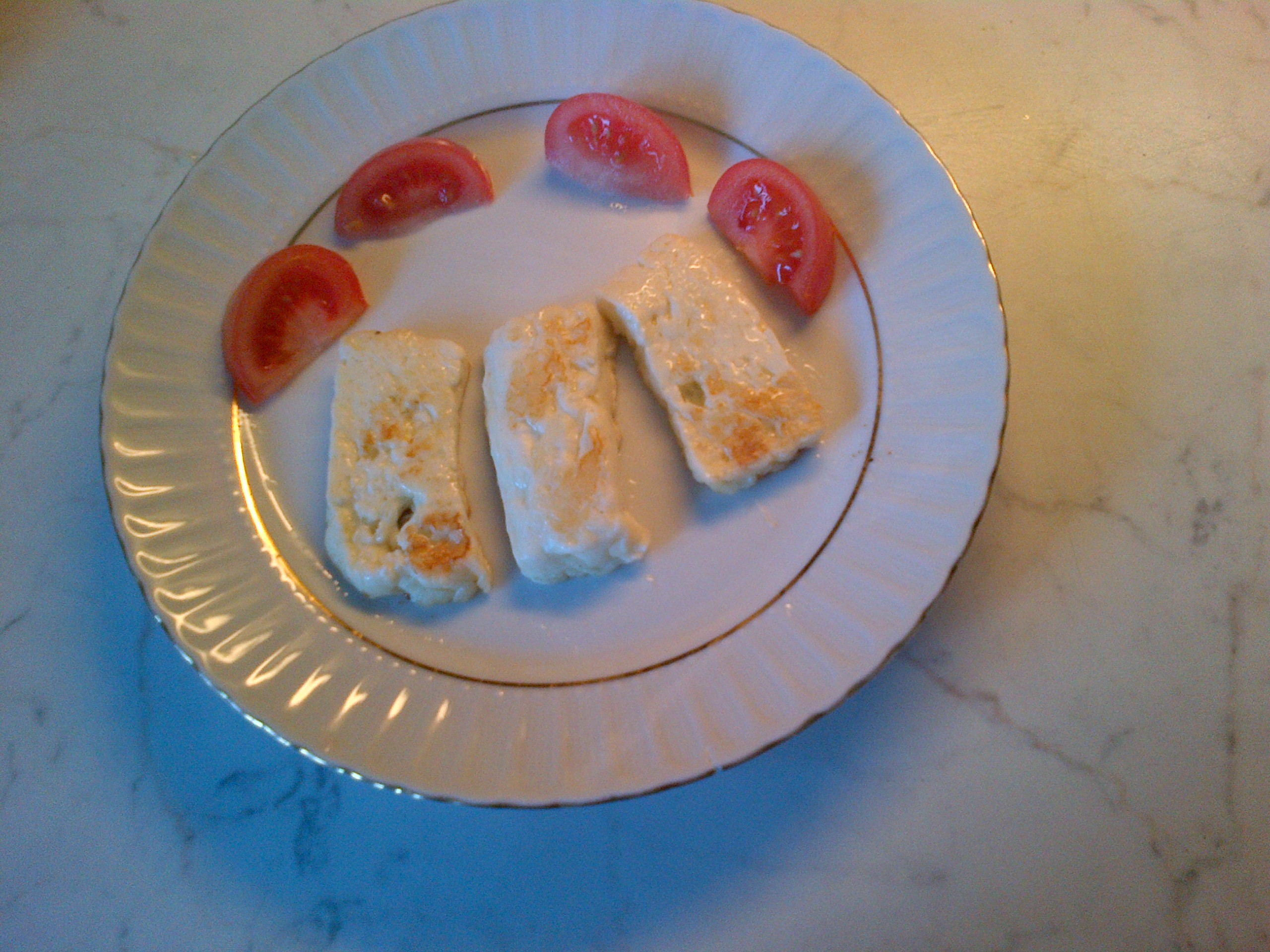
Hellim de RTXN fet a la paella.

Hellim (turc) o Helloumi (grec: χαλλούμι) és un formatge blanc propi de l'illa de Xipre fet amb llet de cabra. És un formatge molt salat i generalment es consumeix fregit o a la graella, com un entrant o sobre l'amanida. Actualment també es produeix hellim a Turquia.